# Kennet-und-Avon-Kanal
Der Kennet-und-Avon-Kanal (Kennet and Avon Canal) ist ein Narrowboat-Kanal in Südengland. Er verläuft in West-Ost-Richtung und verbindet die Flüsse Avon und Kennet und damit den Bristolkanal (den Mündungstrichter des Flusses Severn) mit der Themse. Er bildet mit den genannten Flüssen eine vollständige Ost-West-Binnenwasserstraße in Südengland.

## Geschichte

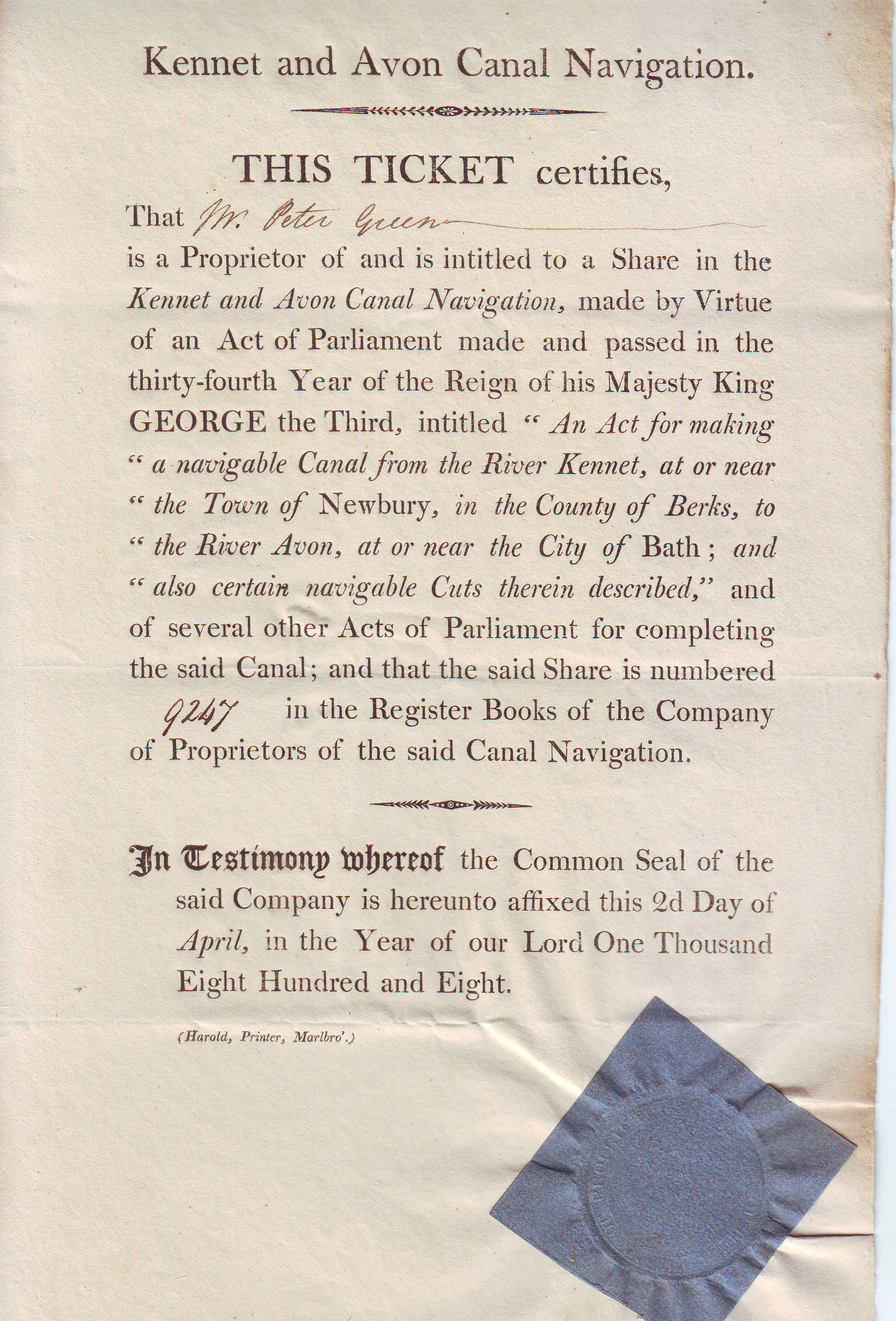
Kennet and Avon Canal Navigation, Share (Ticket) vom 2. April 1808

Nachdem die private Kennet-und-Avon-Kanalgesellschaft am 17. April 1794 die königliche Gestattung für den Bau eines Kanals erhielt, wurde der Kennet-und-Avon-Kanal in drei Abschnitten errichtet. Die Kanalisierung des Flusses Kennet zwischen Reading und Newbury war ab 1723 vollendet. Der Avon war ab 1727 schiffbar vom Bristolkanal bis Bath. Die eigentliche Kanalverbindung zwischen diesen beiden Flusssystemen wurde unter Leitung des Kanalbauingenieurs John Rennie senior 1810 fertiggestellt.
Bereits 1852 kaufte die Great Western Railway Company den Kanal für £ 210.000 und vermied es in der Folge tunlichst, den kommerziellen Güterfrachtschiffverkehr auf dem Kanal zu unterstützen. Auf diese Weise entledigte sich die Great Western Railway Company eines lästigen Konkurrenten, indem sie ihn aufkaufte und fortan vernachlässigte. So wurde aufgrund zunehmend schlechterer Wartung und Unterhaltung die Passage des Kanals immer schwieriger; zuletzt gelang eine durchgängige Passage von Reading nach Bristol 1951. Danach verfiel der Kanal zusehends. Pläne, den Kanal endgültig zu schließen, wurden jedoch durch Kanal-Enthusiasten vereitelt. Es folgte eine Jahrzehnte währende Phase der Restaurierung. Im August 1990 wurde er durch Königin Elisabeth wiedereröffnet. Dennoch gab es auch in der Folgezeit noch erhebliche technische Probleme wie Wasserknappheit, die nur eingeschränkten Bootsverkehr zuließen. Erst mit einer großzügigen Unterstützungszahlung aus dem Fonds der Lotterie für das historische Erbe Englands (Heritage Lottery Fund) in Höhe von £ 25 Millionen und weiteren Spenden in Höhe von knapp £ 5 Millionen konnte die Restaurierung des Kanals vollendet werden. Das Geld wurde für die Instandsetzung der Schleusen und der Uferbefestigung sowie das Ausbaggern des Kanalbetts verwendet. Selbst Umweltschutzaspekte und der barrierefreie Zugang zum Kanal für behinderte Menschen wurden nicht vergessen.
Heute dient deshalb der Kanal nicht nur der Freizeitschifffahrt, sondern auch der Bevölkerung als begeistert angenommenes Naherholungsgebiet, als Sportstätte für Jogger, Wanderer und Radfahrer und nicht zuletzt als kommerzielle Grundlage für neu entstandene Arbeitsplätze bei den Vercharterern für Freizeitboote, den so genannten Narrowboats, sowie im Tourismusgewerbe.

## Bath bis Devizes

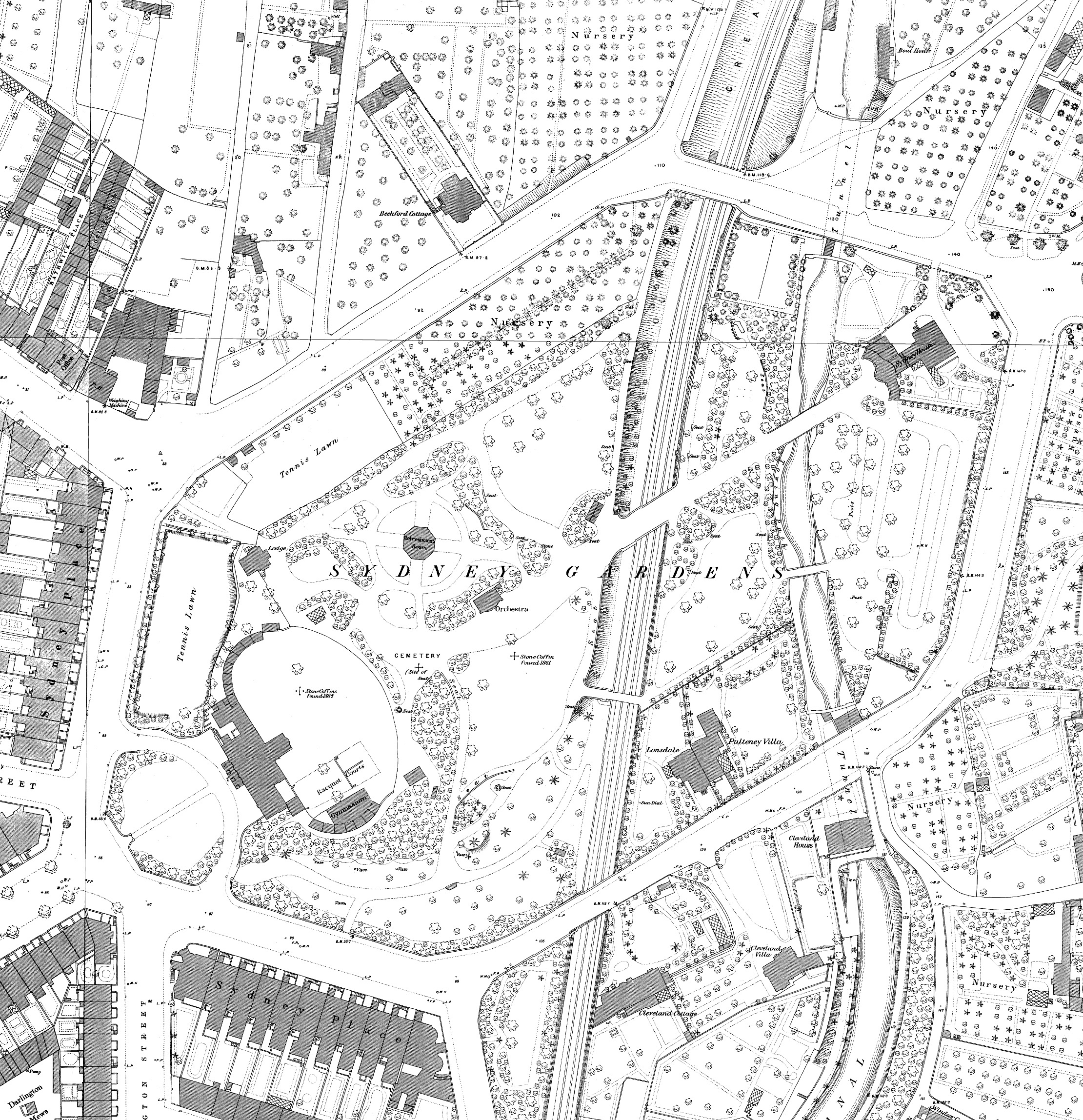
Der Kanal teilt die Sydney Gardens in Bath (1886)

Pulteney-Brücke

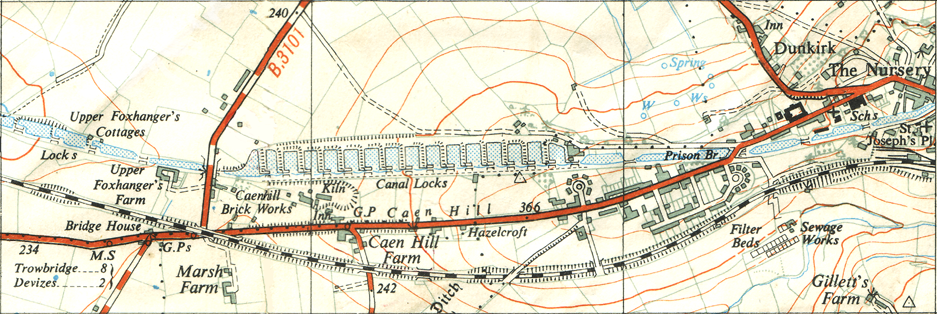
Plan der Schleusentreppe Caen Hill Flight

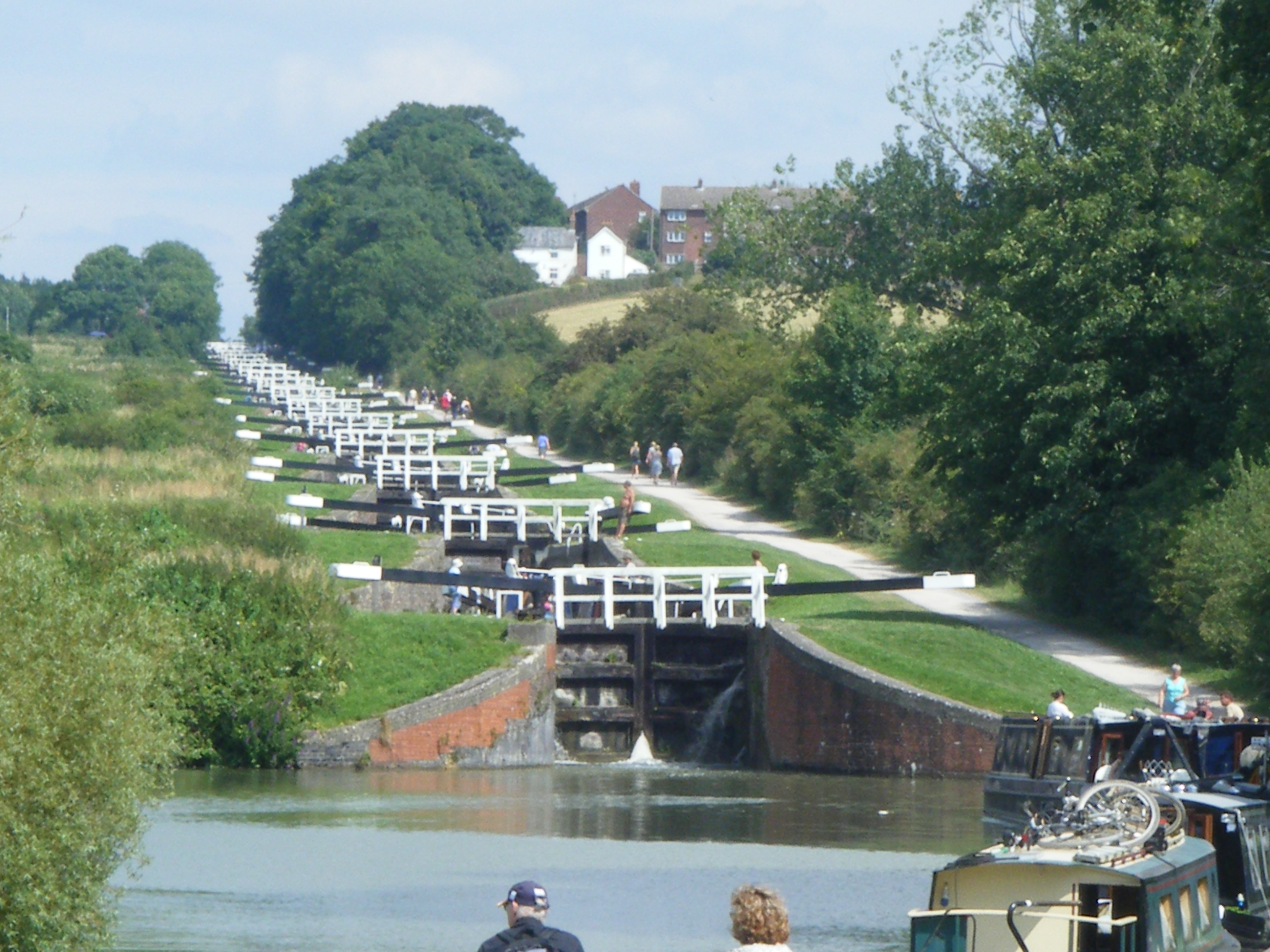
Schleusentreppe Caen Hill Flight in Devizes an einem Sommernachmittag

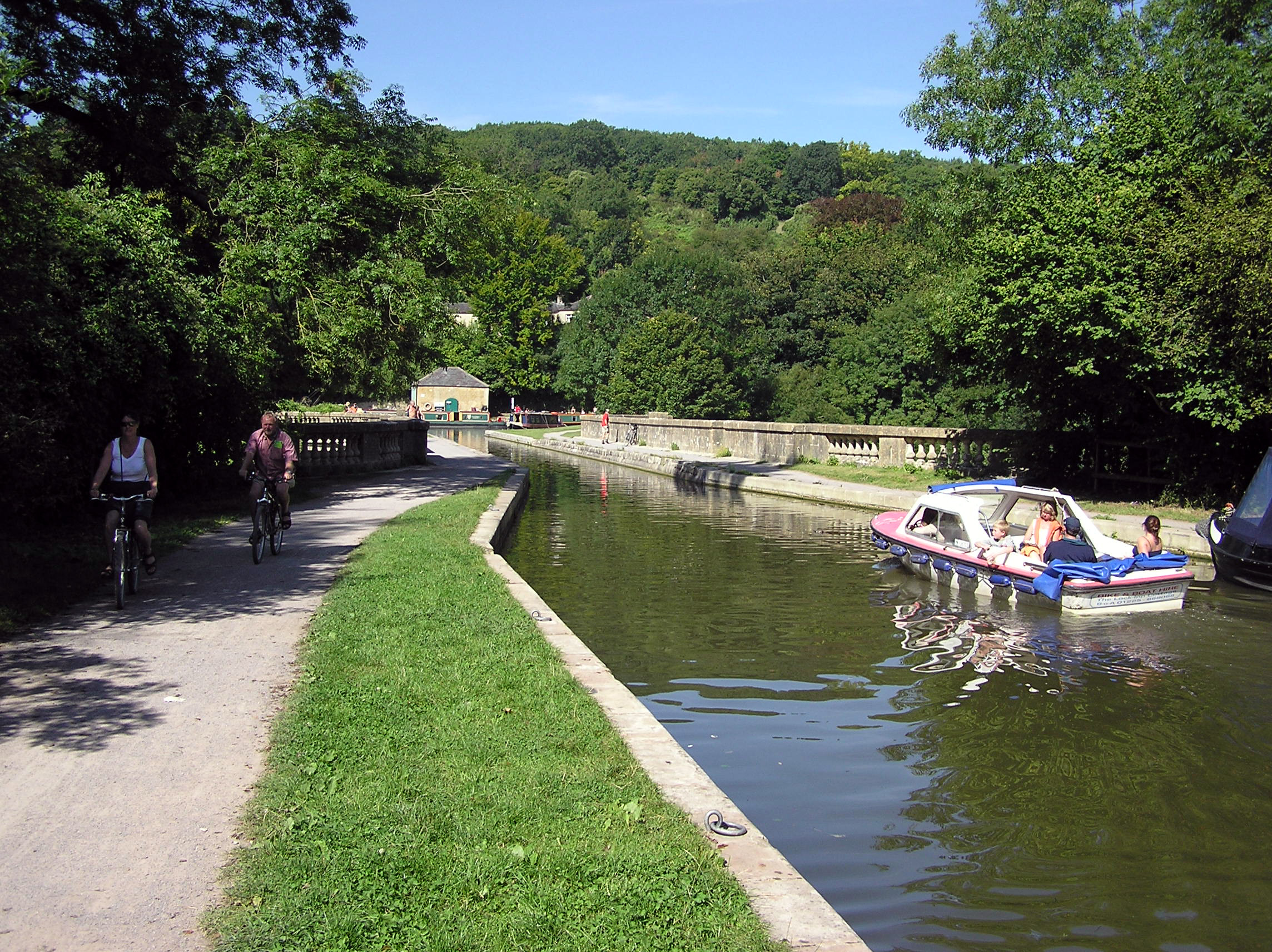
Dundas-Aquädukt

Bath selbst ist ein touristischer Höhepunkt in Südengland. Beachtenswert sind insbesondere die römischen Bäder, gespeist aus den einzigen heißen Quellen in England. Aus der Sicht des Kennet-und-Avon-Kanals, der Bath durchquert, ist insbesondere die Pulteney-Brücke nebst Wehr erwähnenswert. Im Zuge des Baus des Kanals wurden in Bath die Sydney Gardens, ein Park, durchschnitten.
In Claverton, wenige Kilometer östlich von Bath, befindet sich eine 1812 von John Rennie gebaute, durch den Fluss Avon wasserbetriebene, nunmehr restaurierte Wasserpumpe, die dazu dient, dem Kanal oberhalb der Widcombe-Schleusentreppe das durch die Schleusungen verbrauchte Wasser wieder zuzuführen.
Ein weiteres bemerkenswertes Kanalbauwerk ist die Kanalbrücke Dundas-Aquädukt, das als das schönste Kanalbauwerk John Rennies gilt. Es wurde nach dem ersten Vorsitzenden der Kennet-und-Avon-Kanalgesellschaft, Charles Dundas, benannt. Ein später Nachfahre dieses Herrn ist Lord David Dundas, der Interpret des One-Hit-Wonders „Jeans on“.
Doch das Highlight des Kennet-und-Avon-Kanals ist der Caen Hill Flight westlich von Devizes. Dabei handelt es sich um eine Schleusentreppe aus 29 Schleusen, die den Kanal über eine Distanz von nur 3,6 km auf ein 72,24 m höheres Niveau führt. 16 Schleusen der Schleusentreppe sind dabei unmittelbar hintereinander errichtet, jeweils nur getrennt von einem kurzen Kanalstück nebst Ausgleichsbecken.
Selbst eine geübte Freizeitcrew benötigt mehrere Stunden, um die Schleusentreppe in Handarbeit zu bewältigen.
Diese Schleusentreppe war bereits bei der Kanaleröffnung 1810 das letzte fertiggestellte Kanalteilstück. Dies galt ebenso für die Wiedereröffnung nach der Restaurierung 1990. Erst nachdem 1995 ein Rückpumpsystem installiert worden war, das innerhalb einer Stunde 1,2 Millionen Liter Wasser von der untersten Schleuse vor die oberste Schleuse zu pumpen vermag, konnten Limitierungen im Schleusenbetrieb durch Wassermangel vermieden werden.
Devizes ist eine kleine Stadt mit 11.000 Einwohnern. Im alten Bear Hotel am Marktplatz tagten bereits im 18. Jahrhundert sowohl die Mitglieder der einstigen Kennet-und-Avon-Kanalgesellschaft als auch später im 20. Jahrhundert die Mitglieder des Vereins zur Restaurierung des zwischenzeitlich verfallenen Kanals.
Devizes ist auch der Startpunkt einer jährlich zu Ostern veranstalteten Kanuregatta. Ziel ist das 117 Meilen (178 km) entfernte Westminster (London), das selbst die Schnellsten erst nach gut 20 Stunden erreichen.

## Devizes bis Newbury
Östlich von Devizes mäandert der Kanal über eine lange Strecke schleusenlos durch das Pewsey-Tal (Vale of Pewsey). In den Pewsey Downs, einer Hügelkette, ist schon von Weitem ein White Horse sichtbar, eine durch Entfernen der Grasnarbe entstandene überlebensgroße Umrisszeichnung eines Pferdes (ein sog. Scharrbild, vgl. White Horse Hill, ein anderes White Horse).

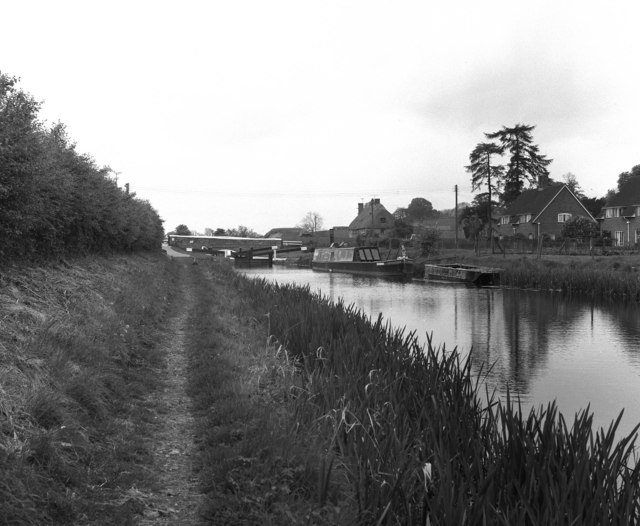
Wootton Rivers Bridge

Erst bei Wooton Rivers, einem kleinen Dorf, folgen weitere vier Schleusen, die zur Scheitelhaltung des Kennet-und-Avon-Kanals hinauf führen. Die weiteren Schleusen in östlicher Richtung führen talwärts zur Themse hinab. Doch zuvor gilt es, den einzigen Tunnel des Kennet-und-Avon-Kanals zu durchfahren. Er ist etwa 500 m lang und weist keinen Treidelpfad auf. Da sich motorisierte Narrowboats erst seit dem Ersten Weltkrieg durchsetzten, bedeutete das für die von Pferden getreidelten Boote des 19. Jahrhunderts, dass die Besatzung des Narrowboats dieses an seitlich an den Tunnelwänden befestigten Ketten durch den Tunnel ziehen musste, während das Treidelpferd von einem anderen Besatzungsmitglied über den Tunnel hinweg geführt wurde.
Bei Crofton befindet sich eine Schleusentreppe mit 9 Schleusen sowie die Crofton Pump Station. Mit zwei von Dampfmaschinen betriebenen Pumpen wird Wasser von einem nahegelegenen Reservoir in die Scheitelhaltung des Kanals gepumpt. Die Pumpstation ist heute ein kleines, täglich geöffnetes Technik-Museum, das die beiden ältesten dampfbetriebenen und noch betriebsfähigen Pumpen der Welt beherbergt. Sie stammen aus den Jahren 1812 und 1845 und wurden, nachdem man sie 1958 außer Betrieb nahm, ab 1970 nach erfolgreicher Restaurierung als betriebene Museumspumpen der Öffentlichkeit zugänglich gemacht.